# Oryzopsis pungens
Oryzopsis pungens är en gräsart som först beskrevs av John Torrey, och fick sitt nu gällande namn av Albert Spear Hitchcock. Oryzopsis pungens ingår i släktet Oryzopsis och familjen gräs. Inga underarter finns listade i Catalogue of Life.